# 青岛奥林匹克帆船中心
36°03′37″N 120°23′26″E / 36.060208°N 120.39048°E
青岛奥林匹克帆船中心（简称“奥帆中心”）於位中华人民共和国山东省青島市黄海近岸的市南区浮山湾畔，原本為北海船廠的廠區，現時已改建為用於國際或國內賽事之用的帆船比賽場地。該中心投資達人民币33億元，總用地面積達45公頃，並分為水上及陆上兩部分，前者如兩個防波堤、突堤碼頭和奧運紀念牆碼頭。有個防波堤名為情人壩，全长534米；後者有行政與比賽管理中心、運動員公寓、運動員中心、媒體中心、後勤保障與功能中心。奧帆中心建成後，首個比賽為2007年8月舉行的“好运北京”2007青岛国际帆船赛，翌年即用於2008年北京奧運會與殘奧會中帆船比賽項目。隨後則用在各項比賽、國家隊訓練等用途。
2011年被公布为青岛市文物保护单位和历史文化街区。

## 举办活动

### 2018年
2018年6月9日-10日：2018年上海合作组织青岛峰会
- 国际会议中心
- 奥帆中心夜景
- 奥帆中心夜景
- 奥帆中心
- 奥帆中心